# Правовий статус канабісу

Правовий статус канабісу для медичного використання
----
Легальний за рецептом лікаря
Легальний для будь-якого вжитку
Нелегальний

Правовий статус канабісу визначається законами кожної конкретної країни або регіону і вказує на те, чи є ця рослина або її продукти законними, дозволеними чи забороненими для вирощування, використання, продажу та споживання
У різних країнах правовий статус канабісу може значно відрізнятися: легалізація для медичних цілей — медичний канабіс, декриміналізація (де використання може бути заборонене, але не карається суворо), повна легалізація для рекреаційних цілей, або заборона.

Важливо розуміти, що правовий статус канабісу може змінюватися з часом через законодавчі зміни та суспільний рух у напрямку легалізації чи регулювання його використання.

Правовий статус володіння каннабісом для рекреаційного використання
----
Легальний
Нелегальний, але декриміналізований
Нелегальний, але не забороняється
Нелегальний

## В Україні
Розповсюдження, продаж чи зберігання марихуани в Україні є незаконним. Канабіс, смола канабісу, екстракти та настойки канабісу входять до списку «Особливо небезпечні наркотичні засоби, обіг яких заборонено»
В залежності від виявленої під час обшуку кількості кваліфікують: до 5 г — невеликий розмір, 500—2500 — великий розмір, 2500 і вище — особливо великий розмір.
Зберігання до 5 грамів передбачає адміністративну відповідальність, більше 5 г кримінальну.

### Вирощування
|                       | Незаконний посів або незаконне вирощування конопель у кількості до 10 рослин — тягнуть за собою накладення штрафу від 18 до 100 неоподатковуваних мінімумів доходів громадян з конфіскацією незаконно вирощуваних наркотиковмісних рослин |
| — Стаття 106-2 КУпАП, | |

### Легалізаціямедичного канабісу
25 жовтня 2020-го виборцям, що брали участь у місцевих виборах пропонувалося, зокрема, дати відповідь на питання щодо їхнього ставлення до легалізації медичного канабісу. Згідно з попередніми результатами, 65 % відповіли, що згодні з цієї ідеєю. При цьому саме опитування було неофіційним, та активно критикувалось, наприклад, голова ГО «Опора» заявила, що довіряти результатам опитування Зеленського не можна. Тоді ж проводилось альтернативне соціологічне опитування від соцгрупи Рейтинг, результати якого показали підтримку легалізації на рівні 70 %.
10 листопада 2020 стало відомо про підготовку у Верховній раді законопроєкту про легалізацію медичного канабісу. Документ має регулювати його застосування при виробництві ліків.
21 грудня 2023 року ВРУ в другому читанні ухвалила законопроєкт №7457 про легалізацію медичного канабісу.
Що передбачає законопроєкт:
- Законопроєкт регулює обіг канабісу лише в медичній, промисловій та науковій діяльності.
- Розповсюдження марихуани для рекреаційного споживання продовжить вважатися злочином і буде розслідуватися поліцією відповідно до законодавства.
- Виробництво ліків жорстко контролюватиметься на усіх етапах. Вирощувати зможуть лише юрособи, які отримають відповідну ліцензію та GMP-сертифікат, під цілодобовим відеонаглядом із доступом для Нацполіції. "Кожен кущ буде мати індивідуальне кодування, щоб відстежувати рух рослин до пацієнта", наголошує нардеп.
- Препарати на основі медканабісу можна буде отримати тільки за електронним рецептом. Цей рецепт лікар виписуватиме пацієнту відповідно до його стану, як це зараз відбувається з морфіном.

Закон вводиться в дію через півроку після його опублікування. Тобто це орієнтовно друге півріччя 2024-го року.

## Правовий статус у світі

### Канабіс

Лист коноплі

Каннабіс є незаконним, а КБР є законним у більшості країн світу. Однак, оскільки КБР є витяжкою з рослини коноплі, його законність закріплена багатьма нормативними актами та законодавством, що означає, що не кожен може вирощувати, виробляти чи купувати продукцію. Додаючи до цього той факт, що кожна країна має свої власні закони, які постійно змінюються щодо використання та синтезу КБР, кожна країна сама визначає рівень легальності продуктів синтезованих з марихуани.
Норми ЄС регулюють продаж КБР у більшості європейських країн. Однак цим країнам дозволено власно тлумачити правила та рівень покарання згідно чинного законодавства. Толерантність до злочинів, які пов'язані з незаконним синтезом та збутом продуктів КБР, дуже різниться в різних країнах Європи, і, як наслідок, змінюється і спосіб застосування закону про КБР.

### Канабідіол
У Південній Америці ринок продуктів КБР неймовірно швидко зростає із глобальними змінами в ідеях щодо небезпеки конопель. Країни Південної Америки починають визнавати медичні переваги, які може запропонувати канабіс, що знайшло своє відображення у чинному законодавстві про застосування медичної марихуани.
Федеральний закон Америки стверджує, що КБР, вирощений з коноплі і містить менше 0,3 % THC, є законним для вирощування, транспортування та продажу в США. Однак окремі штати мають остаточне слово щодо того, що відбувається в їх межах, тобто кожен штат США має різне законодавство. Наприклад, незважаючи на федеральний дозвіл, КБР є нелегальним продуктом у трьох американських штатах: Небраска, Південна Дакота, Огайо.

### За країнами
- Польща — з листопада 2017 року використовується в медичних цілях[15].
- Австралія — у Західній Австралії дозволене зберігання і вирощування до 2 рослин; в Австралійській столичній території дозволено зберігання до 25 г; в Південній Австралії, Новому Південному Уельсі і Тасманії зберігання гашишу вважається досить несерйозним порушенням[16]
- Аргентина — кримінально не переслідується зберігання в невеликих розмірах[17]
- Бельгія — дозволене зберігання не більше 3 г, заборонено куріння в громадських місцях, застосовується в медичних цілях[18]
- Британія — марихуана має статус "наркотик класу «С», поліція має право заарештувати за куріння конопель у присутності дітей[19]
- Німеччина — зберігання в невеликих кількостях трактується по-різному в різних федеральних землях, з 2007 року вибірково застосовується в медичних цілях. 1 квітня 2024 року вживання канабісу було частково легалізовано. Дорослі можуть зберігати і вирощувати для себе певну канабіс. Повнолітні можуть мати з собою 25 гр марихуани чи гашишу, вдома можна зберігати до 50 грамів[20].
- Канада — з 17 жовтня 2018 року марихуана повністю легальна у всіх провінціях країни.
- Мексика — дозволено зберігання не більше 5 г[18].
- Нідерланди — дозволено зберігання не більше 30 г, дозволений продаж у спеціалізованих магазинах[18].
- Росія — до 6 грам марихуани або до 2 г гашишу — адміністративна відповідальність, проте існує практика позбавлення волі.
- США — відсутній єдиний федеральний закон регулювання; споживання марихуани є легальним у Колорадо, Вашингтоні (окрім продажу), Алясці та Орегоні[21]; з 1996 року в медичних цілях застосовується на Алясці, в Каліфорнії, Колорадо, на Гаваях, у Мені, Неваді, Орегоні і Вашингтоні[джерело?]. У грудні 2020 року Палата представників затвердила легалізацію марихуани на федеральному рівні, у разі схвалення законопроєкту Сенатом, марихуану буде дозволено у всій країні[22]. На 2023 19 штатів легалізували продаж марихуани: Аляска, Аризона, Каліфорнія, Колорадо, Коннектикут, Іллінойс, Мейн, Массачусетс, Мічиган, Монтана, Невада, Нью-Джерсі, Нью-Мексико, Нью-Йорк[23], Орегон, Вермонт, Вірджинія[24], Вашингтон та Вашингтон-округ Колумбії (округ федерального значення). В свою чергу, медичний канабіс легальний в наступних штатах: Айдахо, Айова, Аляска, Аризона, Арканзас, Вермонт, Вашингтон, Гаваї, Делавер, Іллінойс, Індіана, Каліфорнія[25], Канзас, Кентуккі, Коннектикут, Луїзіана[26], Меріленд, Массачусетс, Мічиган, Міннесота, Міссісіпі[27], Міссурі, Монтана, Невада, Нью-Гемпшир, Нью-Джерсі, Нью-Мексико, Нью-Йорк, Нью-Гемпшир, Огайо, Оклахома, Орегон, Пенсильванія, Род-Айленд, Теннессі, Техас, Флорида, Штат Вашингтон та Колумбія (округ федерального значення).
- Чехія — дозволено зберігання до 15 грам марихуани та до 5 грам гашишу[28].